# Cui Bai
Dans ce nom, le nom de famille, Cui, précède le nom personnel Bai.

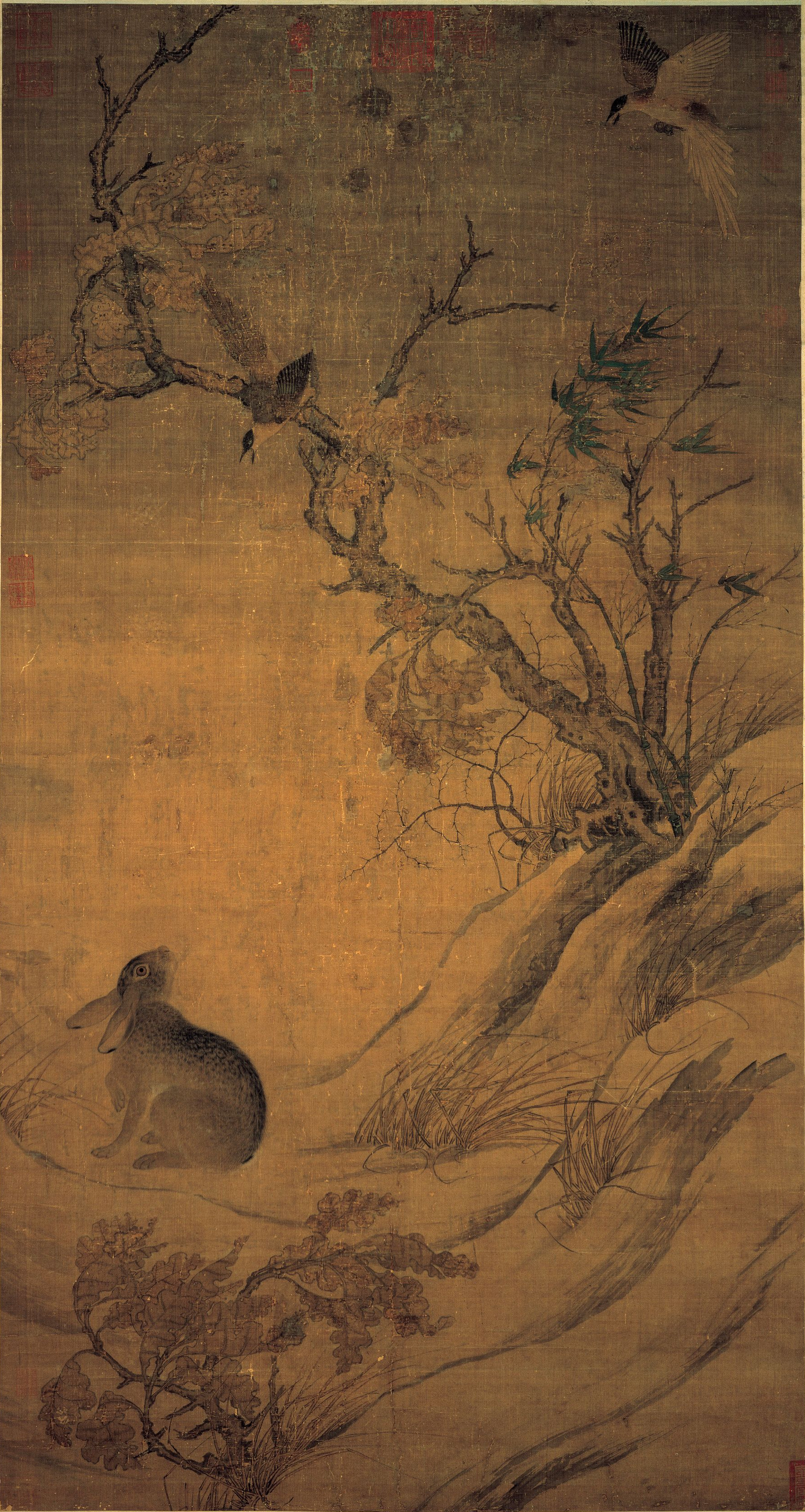
Double bonheur (Shuang xi tu). Rouleau vertical signé et daté 1061. Encre et couleurs sur soie. 193,7 × 103,4 cm. Taipei, Musée national du palais

Cui Bai (chinois : 崔白 ; pinyin : Cuī Bái ; Wade : Ts'ui Po, également connu sous le nom Cui Bo, prénom social Zixi (子西)) (fl. 1050-1080) est un important peintre chinois de la dynastie Song (960–1279). Natif de la province du Anhui, Cui est réputé pour ses peintures d'animaux et de plantes. Au cours de sa vie, il se rend à Kaifeng pour chercher un emploi d'artiste de la cour, poste finalement confié par l'empereur Song Shenzong, qui admire son travail. Il devient un artiste renommé de la cour de Shenzong, même s'il acquiert une mauvaise réputation pour son comportement parfois excentrique.
Une des œuvres majeures de Cui Bai est Pies et lièvre, conservé au Musée national du palais à Taipei. Le tableau est également appelé « Double bonheur », puisque « deux pies » en mandarin se prononce de la même manière que « deux bonheurs ». La peinture semble avoir été un cadeau de félicitation, probablement à l'occasion d'un mariage. Le travail est daté et signé en 1061, faisant de ce tableau un des plus anciens ainsi datés et signés. Une autre œuvre imposante attribué à Cui Bai est Les moineaux hivernaux, conservé dans le Musée du palais, situé dans la Cité interdite à Pékin.